# Valle dell'Ohio
La valle dell'Ohio, conosciuto anche come Territorio dell'Ohio, era il nome usato per una regione vagamente definita dell'America Britannica a ovest degli Appalachi e a sud del Lago Erie.
Il controllo del territorio e del commercio di pelli della regione fu conteso nel XVII secolo dagli Irochesi, dagli Uroni, dagli Algonchini, da altre tribù indiane e dalla Francia. La Nuova Francia rivendicò quest'area come parte del distretto amministrativo della Louisiana. La Francia e la Gran Bretagna combatterono la Guerra franco-indiana per questa area a metà del XVIII secolo come fronte nordamericano della loro Guerra dei Sette Anni (1756-1763). In seguito alla vittoria britannica, la Francia cedette il suo territorio a est del fiume Mississippi con il Trattato di Parigi del 1763.
Nei decenni successivi, diverse piccole guerre di confine, tra cui la Ribellione di Pontiac e la Guerra di Lord Dunmore, furono combattute nel territorio. Nel 1783, la valle dell'Ohio divenne un territorio non organizzato degli Stati Uniti in base al Trattato di Parigi che ufficialmente pose fine alla Guerra d'indipendenza americana e divenne una delle prime regioni di frontiera americane degli Stati Uniti. Diversi degli stati originali degli Stati Uniti rivendicarono porzioni di territorio in conflitto tra loro, sulla base di storici accordi reali e coloniali.
Le rivendicazioni degli stati furono in gran parte estinte dopo i negoziati con il governo federale entro il 1787, e divenne parte del più ampio Territorio del nord-ovest del fiume Ohio. La maggior parte delle ex aree a nord-ovest del fiume Ohio furono infine organizzate come stato dell'Ohio, ammesso all'Unione nel 1803.